# Charles Brainard Taylor Moore
Charles Brainard Taylor Moore, né en 1853 à Decatur en Illinois et mort le 4 avril 1923 à Philadelphie en Pennsylvanie, est un homme politique américain. Il est gouverneur des Samoa américaines de 1905 à 1908.